# Stromboscerinae
Sous-famille
Les Stromboscerinae forment une sous-famille de coléoptères de la famille des Dryophthoridae définie par Théodore Lacordaire. D'autres auteurs les placent dans les Curculionidae et la sous-famille des Dryophthorinae, formant ainsi la tribu des Stromboscerini.
Ils se rencontrent en Asie du Sud-Est, en Afrique, à Madagascar et en Australie. 

## Genres
- Allaeotes Pascoe, 1885
- Besuchetiella Osella, 1974
- Dexipeus Pascoe, 1885
- Dryophthoroides Roelofs, 1879
- Nephius Pascoe, 1885
- Orthosinus Motschulsky, 1863
- Parasynnommatus Voss, 1956
- Stromboscerus Schönherr, 1838
- Synommatoides Morimoto, 1978
- Synommatus Wollaston, 1873
- Tasactes Faust, 1894
- Tetrasynommatus Morimoto, 1985